# El portero (pel·lícula de 2000)
El portero és una pel·lícula espanyola dirigida per Gonzalo Suárez. El guió es basa en el relat El portero, escrit pel periodista Manuel Hidalgo.

## Argument
1948. Una nit de lluna i violència, un foraster arriba en la seva camioneta a la taverna d'un poble asturià. Es tracta de Ramiro Forteza, un porter de Primera Divisió que, per culpa de la guerra, ha canviat els estadis per les places dels llogarets. A la mà porta una poma mossegada, el senyal que a les muntanyes les armes no han callat.
Forteza explica als vilatans el seu espectacle, un repte de penals amb unes monedes en joc per a qui aconsegueixi batre'l. Entre els assistents, un entusiasta, Tito, el fill de Manuela, una dona desconfiada per haver sofert en carn pròpia els estralls de la barbàrie i de la marginació, una supervivent que es guanya la vida cosint per a Úrsula, l'esposa del sergent Andrade, arriscada amiga del metge borratxo del poble.
Mentre Forteza, Tito i Manuela inicien una amistat perillosa, Don Constantino, el vehement rector del lloc, es presta a ajudar el porter a canvi d'algun peculiar servei. Però les exhibicions de Forteza i el curs de la seva creixent relació amb Manuela seran trastocats per una proposta del sergent Andrade a la qual el porter no es podrà negar i que Nardo, el cap dels maquis de la zona, voldrà aprofitar. Les cartes de l'amor i de la guerra es juguen en un enfrontament decisiu arran de mar.

## Repartiment
- Marcos Gil... fill d'un guàrdia civil
- Carmelo Gómez... Forteza
- Maribel Verdú... Manuela
- Antonio Resines... Sargento Andrade
- Roberto Álvarez... Don Constantino
- Eduard Fernández... Nardo
- Elvira Mínguez... Úrsula
- Abel Vitón... Doctor
- Andoni Gracia... Emilio
- Julio Vélez... López
- Adrián Ramírez... Tito
- Mario Martín... Lisardo
- Felipe Vélez... Concojo
- Carolina Bona... Felisa
- Álex O'Dogherty... Orozco
- José Alias... Buhonero
- Benjamín Seva... Jacinto
- Anartz Zuazua... Pepín
- José Coromina... Gitano
- Elena Figueroa... La Pastora
- Arlette L. Santoyo... Obdulia
- Gonzalo E. de José... Falangista
- Carlos E. Casero
- José Antonio Lobato

## Premis
Goya 2000
| ! Categoria         | Persona                            | Resultat  |
| ------------------- | ---------------------------------- | --------- |
| Millor actor        | Carmelo Gómez                      | Candidat  |
| Millor guió adaptat | Gonzalo Suárez Manuel Hidalgo Ruiz | Candidats |

Premis Sant Jordi de Cinematografia
| Categoria                   | Resultat   |
| --------------------------- | ---------- |
| Millor pel·lícula espanyola | Guanyadora |